# Seznam naselij v Sloveniji (U)
Seznam naselij v Sloveniji, imena na U
Seznam naselij:
A
Ba
Br
C
Č
D
E
F
Ga
Gr
H
I
J
Ka
Kr
L
M
N
O
Pa
Pog
R
Sa
Sr
Š
T
U
V
Z
Ž

## Seznam
| Slika                     | Ime naselja | Občina             | Poštna številka | Pošta             |
| ------------------------- | ----------- | ------------------ | --------------- | ----------------- |
| Klikni za spremembo slike | Učak        | Lukovica           | 1222            | Trojane           |
| Klikni za spremembo slike | Učakovci    | Črnomelj           | 8344            | Vinica            |
| Klikni za spremembo slike | Udje        | Grosuplje          | 1290            | Grosuplje         |
| Klikni za spremembo slike | Udmat       | Laško              | 3270            | Laško             |
| Klikni za spremembo slike | Ugovec      | Oplotnica          | 2317            | Oplotnica         |
| Klikni za spremembo slike | Ukanc       | Bohinj             | 4265            | Bohinjsko jezero  |
| Klikni za spremembo slike | Ukanje      | Kanal ob Soči      |                 |                   |
| Klikni za spremembo slike | Ulaka       | Bloke              | 1385            | Nova vas          |
| Klikni za spremembo slike | Ulaka       | Velike Lašče       | 1315            | Velike Lašče      |
| Klikni za spremembo slike | Unec        | Cerknica           | 1381            | Rakek             |
| Klikni za spremembo slike | Unično      | Hrastnik           |                 |                   |
| Klikni za spremembo slike | Uniše       | Šentjur            | 3232            | Ponikva           |
| Klikni za spremembo slike | Urh         | Slovenska Bistrica | 2316            | Zgornja Ložnica   |
| Klikni za spremembo slike | Uršlja Gora | Ravne na Koroškem  | 2360            | Ravne na Koroškem |
| Klikni za spremembo slike | Uršna sela  | Novo mesto         | 8323            | Uršna sela        |
| Klikni za spremembo slike | Ustje       | Ajdovščina         |                 |                   |
| Klikni za spremembo slike | Utik        | Vodice             | 1217            | Vodice            |
| Klikni za spremembo slike | Utovlje     | Sežana             | 6210            | Sežana            |
| Klikni za spremembo slike | Uzmani      | Velike Lašče       | 1314            | Rob               |